# Kościół Niepokalanego Poczęcia Najświętszej Maryi Panny w Baligrodzie
Kościół Niepokalanego Poczęcia Najświętszej Maryi Panny – rzymskokatolicki kościół pełniący obecnie funkcję kaplicy cmentarnej. Należy do parafii pod wezwaniem Niepokalanego Poczęcia Najświętszej Maryi Panny.

## Historia
Jest to świątynia wzniesiona w latach 1877–1879 i ufundowana przez Teresę ze Stadnickich Weissenwolffową, księdza Daniela Sulikowskiego oraz baligrodzkich wiernych. Budowla została poświęcona w 1879 roku. Kościół został zaprojektowany przez inżyniera Teofila Bohusza. 
W czasie I wojny światowej świątynia doznała poważnych zniszczeń. Działania wojenne  spowodowały przebicie sklepień, przedziurawienie dachu i zniszczenie filarów. Dzięki materialnej pomocy parafian budowla została w tym czasie wyremontowana.
W późniejszych latach kościół znalazł się w złym stanie technicznym i zastanawiano się nad jego rozbiórką. W świątyni przeprowadzono prace konserwatorskie, które tymczasowo uchroniły ją przed zniszczeniem. Obecnie budowla spełnia rolę kaplicy cmentarnej, ponieważ w latach 1997–2001 wybudowano nowy kościół pod wezwaniem Miłosierdzia Bożego.

## Upamiętnienia
W kościele ustanowiono tablicą pamiątkową, upamiętniającą poległych w walkach o Ojczyznę z lat 1914-1920: Stanisław Charzewski, Tadeusz Charzewski, Adam Faliszewski, Stanisław Głogowski, Wojciech Jankowski, Wasyl Opar, ks. Jan Peszek, Tadeusz Smólski.
Na fasadzie kościoła ustanowiono tablice pamiątkowe, upamiętniające pobyt ks. 
Karola Wojtyły z 1953 oraz jubileusz 150-lecia parafii. 
Obok świątyni stoi pomnik św. Andrzeja Boboli, ufundowany przez ks. Piotra Roztockiego.